# Errol Morris
Errol Morris (5 de fevereiro de 1948) é um diretor de cinema de documentários norte-americano. Em 2003, o The Guardian o listou como o número sete na sua lista dos 40 melhores diretores do mundo.

## Filmografia
- Gates of Heaven (1978)
- Vernon, Florida (1981)
- The Thin Blue Line (1988)
- The Dark Wind (1991)
- A Brief History of Time (1991)
- Fast, Cheap and Out of Control (1997)
- Mr. Death: The Rise and Fall of Fred A. Leuchter, Jr. (1999)
- The Fog of War (2003)
- Standard Operating Procedure (2008)
- The Unknown Known (2013)
- Wormwood, exibido pela Netflix a partir de dezembro de 2017.[2][3]